# Reason (Selah Sue)
Reason is het tweede studioalbum van de Belgische artiest Selah Sue. Het werd geproduceerd door Warner Music Group, en op 26 maart 2015 uitgebracht door Because Music. De eerste single van het album Alone werd uitgebracht in november 2014. Het album kreeg de status goud voor het verkopen van 15.000 albums.

## Tracklist
1. "Alone"
2. "I Won't Go For More"
3. "Reason"
4. "Together" (met Childish Gambino)
5. "Alive"
6. "The Light"
7. "Fear Nothing"
8. "Daddy"
9. "Sadness"
10. "Feel"
11. "Right Where I Want You"
12. "Always Home"
13. "Falling Out"

## Hitlijsten

### Jaarlijsten
| Chart (2015)                           | Position |
| -------------------------------------- | -------- |
| Belgische albums (Ultratop Vlaanderen) | 6        |
| Belgische albums (Ultratop Wallonië)   | 7        |
| Franse albums (SNEP)                   | 31       |
| Chart (2016)                           | Position |
| Belgische albums (Ultratop Vlaanderen) | 72       |
| Belgische albums (Ultratop Wallonië)   | 77       |